# Илшат Файзулин
Илшат Файзулин е бивш руски футболист с татарски корени. Играл е като нападател. Най-известен с изявите си в ПФК ЦСКА Москва и Испания. Бивш директор на детско-юношеската школа на Локомотив (Москва). От 2018 г. е треньор на арменския Бананц.

## Клубна кариера
Започва кариерата си в ЦСКА Москва през 1989 г. Записва 3 мача през 1991 г., като став шампион и носител на Купата на страната. След разпадането на СССР става една от звездите на „армейците“. Има силно изявени индивидуални качества. През 1992 и 1993 е в Списък 33 най-добри. Вкарва гол номер 100 за ЦСКА в шампионата на Русия. За 4 сезона в ЦСКА той вкарва 25 попадения в 103 срещи.
През 1995 преминава в Расинг Сантандер. За 2 сезона вкарва 8 попадения. В 1997 г. е даден под наем на втородивизионния Виляреал. Представянето му там никак не е убедително, но отбора се класира за Ла Лига. През 1998 е даден под наем в португалския Алверка, за който записва 10 срещи. През 1999 конктрактът му с Расинг е разтрогнат. Ръководството на ЦСКА Москва прави опит да върне Илшат в отбора, но двете страни не се разбират за личните условия на футболиста. Той в крайна сметка се озовава в португалския Фаренсе. Там Файзулин почти не играе поради честата смяна на треньорите.
През 2000 г. подписва договор за година и половина с Алтай, но и там почти не играе. През септември 2000 подписва с Хетафе. Вкарва 6 попадения, но отборът от мадридското предградие изпада. През март 2002 г. е привлечен от Динамо (Санкт Петербург), но след половин година договорът е разтрогнат поради финансови причини. Илшат доиграва сезона в отбора от Втора дивизия Металург (Липецк). През 2003 г. се връща в Испания и играе за СД Безана от 4 дивизия. През 2004 се връща в Русия и играе в ЛФЛ за ФК Видное. Записва 10 мача и 5 гола. По-късно играе за нискоразредните Кревиленте, Редован, Химнастика и Рибамонтан.

## Национален отбор
През 1993 записва 1 мач за Русия – срещу Франция. Има и 2 мача за олимпийския тим на страната.